# Walker (jeu vidéo)
Pour les articles homonymes, voir Walker.
Walker est un jeu vidéo d'action sorti en 1993 sur Amiga. Il a été développé par DMA Design et édité par Psygnosis.

## Système de jeu
Le joueur dirige un Walker, robot bipède armé de mitrailleuses qui doit se frayer un chemin à travers les ruines d'une ville post apocalyptique. Contrairement à la majorité des jeux de tir en 2D, le sprite du joueur est immense et occupe un tiers de l'écran alors que celui des ennemis est généralement minuscule, parfois de seulement quelque pixels de haut. De plus le défilement se fait de droite à gauche et non dans l'autre sens, contrairement aux canons du genre et le personnage se dirige conjointement à la souris pour viser et au joystick ou au clavier pour se déplacer, préfigurant d'une certaine manière les jeux de tir à la première personne qui feront florès après la sortie de Doom.
Le scrolling présente un effet parallactique en fausse 3D en utilisant une astuce de programmation provoquant un effet de distorsion sur le sol, à la manière de Street Fighter II, Lionheart ou de Sonic The Hedgehog.

## Développement
Le "Walker", le robot que le joueur incarne, apparaît dans d'autres jeux développés par DMA Design. D'abord, on le voit dans Blood Money (alors que celui-ci est sorti en 1989) ; puis, on le rencontre dans Lemmings 2 en tant que piège, tirant sur les lemmings qui s'en approchaient.
Il est à noter que les personnages du jeu vidéo Lemmings ont été créés à la suite d'essais d'animation de personnages sur le moteur de Walker, desquels furent ensuite tirée une première démo technique sur PC. Toutefois, Walker fut publié deux ans après la sortie de Lemmings.
Le jeu a été conçu pour Psygnosis par l'équipe de DMA Design, qui deviendra célèbre par la suite en publiant la série des Grand Theft Auto.